# 4940 Поленов
4940 Поленов (4940 Polenov) — астероїд головного поясу, відкритий 18 серпня 1986 року.
Тіссеранів параметр щодо Юпітера — 3,196.